# 谢克 (滨海夏朗德省)
谢克（法語：Siecq，法語發音：[sjɛk]）是法国滨海夏朗德省的一个市镇，位于该省东部，属于圣让当热利区。

## 地理
谢克（45°49'47"N, 0°11'36"W）面积11.66 平方千米，位于法国新阿基坦大区滨海夏朗德省，该省份为法国西部滨海省份，北起旺代省，西临大西洋，南至吉倫特省，东南接多爾多涅省，东北接德塞夫勒省接壤，东临夏朗德省。
与谢克接壤的市镇（或旧市镇、城区）包括：巴朗、博韦叙马塔、布雷东、安普、卢济尼亚克、马克维尔、马萨克、讷维克堡、圣旺拉泰讷。

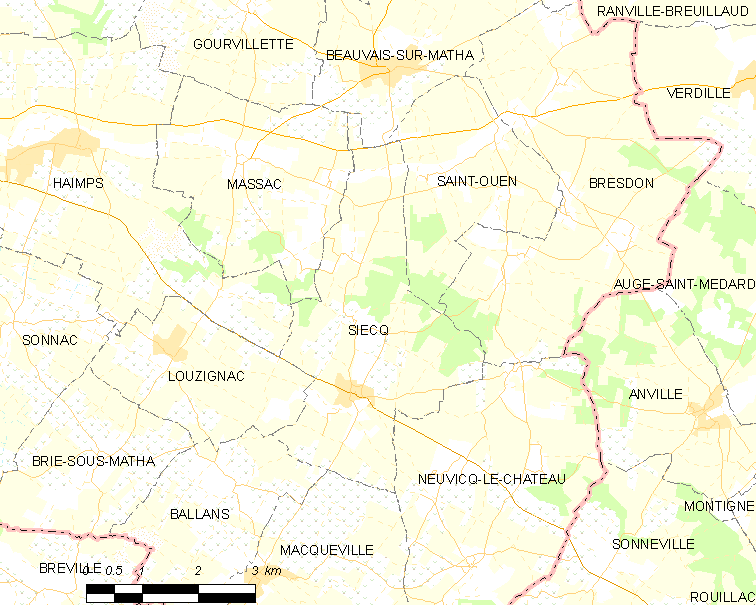
的OSM定位图

谢克的时区为UTC+01:00、UTC+02:00（夏令时）。

## 行政
谢克的邮政编码为17490，INSEE市镇编码为17427。

## 政治
谢克所属的省级选区为马塔县。

## 人口

1962-2008年间人口变化图示

谢克于2022年1月1日时的人口数量为213人。